# Klaus Hoffmann-Reicker
Klaus Hoffmann-Reicker (* 1939 in Glogau, Provinz Schlesien) ist ein deutscher Schriftsteller, Publizist und Historiker mit dem Schwerpunkt Dresdner Geschichte der Neuzeit. Bei seinen Arbeiten befasst er sich insbesondere mit dem, was die Wissenschaftler aus sogenannter Staatsräson in deutscher Geschichte übersehen mußten. Der Autor mehrerer stadtgeschichtlicher Publikationen lebt in Dresden. Hoffmann-Reicker lädt in unregelmäßigen Abständen zu thematischen Stadtführungen in Dresden ein.

## Leben
Hoffmann-Reicker erlernte den Beruf eines Hauers und holte Abitur und Studium der Geschichte auf dem zweiten Bildungsweg nach. Da er aus politischen Gründen nicht in seinem Hochschulberuf arbeiten konnte, verlegte er sich auf das Schreiben und veröffentlichte 1982 im Buchverlag der Morgen den Roman Teufelsbündner. Daraufhin war er bis 1988 Kandidat des Schriftstellerverbandes der DDR, wobei 1985 eine Nachauflage seines Romans erschien. Im Jahr vor der Wende verzichtete der Schriftstellerverband auf seine weitere Mitwirkung. Erst nach der Wende (1989/90) konnten weitere Bücher und Essays von ihm erscheinen. Fruchtbar wurde vor allem sein Engagement im Saxophon-Verlag. Hier erschien im Jahre 2007 das Buch Unbekanntes aus Sachsen, wozu Hoffmann-Reicker zuvor in zahlreichen Archiven und Spezialbibliotheken recherchiert hatte. 2013 erschien dort die ebenso aufwendige Arbeit Der geänderte Canalettoblick. Dresden in der Gründerzeit. 2014 veröffentlichte Hoffmann-Reicker sein Werk Kulturkuriosa: Kuriositäten und Irrtümer in Geschichtsquellen. Ebenfalls 2014 begann Hoffmann-Reicker, seine Werke auch über Neobooks zu publizieren, wo mittlerweile drei historische Werke beziehbar sind. Im September 2015 lokalisierte er anhand alter Karten den historischen Dresdner Rabenstein am Volkssolidaritätsklub Alfred-Althus-Straße. Im November 2017 begann der Autor seine Zusammenarbeit mit dem Verlag Bild und Heimat mit dem Titel Der Raub der Magdalena: und 15 weitere authentische Kriminalfälle aus Sachsen.

## Werke (Auswahl)
- Unbekanntes aus Sachsens Geschichte. Ed. Sächsische Zeitung, Dresden 2007, ISBN 3-938325-35-6
- Der geänderte Canalettoblick: Gründerzeit in Dresden. Ed. Sächsische Zeitung, Dresden 2013, ISBN 978-3-943444-06-3
- Der Raub der Magdalena: und 15 weitere authentische Kriminalfälle aus Sachsen. Bild und Heimat, Berlin 2017, ISBN 978-3-95958-754-9